# Voldemaras Bandžiukas
Voldemaras Bandžiukas (* 27. Januar 1959 in Užventis, Rajongemeinde Kelmė) ist ein litauischer liberaler Politiker von Joniškis.

## Leben
Nach dem Abitur absolvierte er 1985 das Diplomstudium des Zooingenieurwesens an der Lietuvos veterinarijos akademija in Kaunas.
Von 1985 bis 1991 arbeitete er in der Agrofirma „Sidabra“ als Zooingenieur. Von 1991 bis 1995 und von 1997 bis 2003 war er Bürgermeister der Rajongemeinde Joniškis. Von 2003 bis 2007 leitete er das Agrounternehmen UAB „Arvi ir Ko“ als Direktor. Er arbeitete auch als Manager bei UAB „Paslauga jums“. Ab 2011 leitete er als Administrationsdirektor die Verwaltung der Gemeinde Joniškis.
Ab 1994 war er Mitglied der Lietuvos centro sąjunga und ab 2005 der Liberalų ir centro sąjunga. Er ist Mitglied der Lietuvos laisvės sąjunga (liberalai).
Mit Frau Virginija hat er die Kinder Deimantė und Roberta.